# 城陽市立寺田南小学校
城陽市立寺田南小学校（じょうようしりつ てらだみなみしょうがっこう）は、京都府城陽市寺田新池にある公立小学校。

## 概要
城陽市中央部を校区とする小学校である。寺田小学校から分離・開校した。

## 沿革
- 1976年（昭和51年）4月 - 城陽市立寺田小学校より分離・開校
- 1976年（昭和51年）10月 - 観察池・飼育舎設置
- 1977年（昭和52年）2月 - 校歌制定
- 1977年（昭和52年）5月 - 「ことばの教室」を開設
- 1978年（昭和53年）11月 - 南校舎増築
- 1981年（昭和56年）4月 - 「きこえの教室」を開設
- 1997年（平成9年）8月 - 南校舎大規模改造工事及び耐震補強工事が完成
- 1998年（平成10年）4月 - 焼却炉廃止に伴いシュレッダー設置
- 2002年（平成14年）3月 - 防犯システムを設置
- 2004年（平成16年）3月 - 普通教室に緊急通報システムを設置
- 2006年（平成18年）8月 - 大規模改造・耐震補強工事（第1期）が完成
- 2006年（平成18年）12月 - 対象棟の耐震診断調査を実施
- 2007年（平成19年）9月 - 大規模改造・耐震補強工事（第2期） 工事が完成
- 2008年（平成20年）3月 - コンピュータ教室の機器更新及び増設
- 2008年（平成20年）4月 - AED（自動体外式除細動器）を設置
- 2017年5月 - エアコン設置工事が竣工

## 主な進学先
- 城陽市立城陽中学校

## 交通
- 近鉄京都線 寺田駅下車 南東へ約1300m
- JR奈良線 城陽駅下車 南へ約1000m
- 上記駅から城陽さんさんバスに乗車、寺田南小学校停留所下車すぐ

## 通学区域が隣接している学校
- 城陽市立深谷小学校
- 城陽市立寺田小学校
- 城陽市立寺田西小学校
- 城陽市立今池小学校
- 城陽市立富野小学校
- 宇治田原町立田原小学校
- 宇治市立菟道小学校
- 宇治市立大開小学校